# Ľubomíra Kurhajcová
Ľubomíra Kurhajcová (Bratislava, 11 oktober 1983) is een voormalig tennisspeelster uit Slowakije.

## Loopbaan
Zij begon op negenjarige leeftijd met het spelen van tennis.
Op de Olympische Spelen in 2004 in Athene kwam ze uit in het damesenkel- en het damesdubbeltoernooi. In beide toernooien verloor ze haar eersterondewedstrijd. Op WTA-niveau won Kurhajcová in het enkelspel noch in het dubbelspel een titel. Op grandslamniveau won ze in het enkeltoernooi nooit een wedstrijd; als dubbelspeler won ze op de Australian Open eenmaal een wedstrijd (2005). Op Roland Garros 2004 kwam Kurhajcová in haar partij tegen de Amerikaanse Lisa Raymond wel dicht bij winst: ze stond met 6–0, 5–0 voor en had twee wedstrijdpunten, maar verloor de wedstrijd uiteindelijk met 6–0, 5–7, 3–6.
In de periode 2003–2005 maakte Kurhajcová deel uit van het Slowaakse Fed Cup-team – zij behaalde daar een winst/verlies-balans van 4–5.
Kurhajcová beëindigde in 2008 haar professionele tenniscarrière.

## Posities op deWTA-ranglijst
Positie per einde seizoen:
| jaar | rang enkelspel | rang dubbelspel |
| ---- | -------------- | --------------- |
| 1999 | 981            | –               |
| 2000 | 303            | 333             |
| 2001 | 214            | 331             |
| 2002 | 109            | 191             |
| 2003 | 86             | 131             |
| 2004 | 89             | 103             |
| 2005 | 245            | 170             |
| 2006 | 366            | 356             |
| 2007 | 548            | 1010            |
| 2008 | 778            | –               |

## Palmares
| Legenda                |
| ---------------------- |
| Grandslamtoernooi      |
| Olympische Spelen      |
| Year-End Championships |
| Tier I                 |
| Tier II                |
| Tier III               |
| Tier IV & V            |

### WTA-finaleplaatsen enkelspel
| nr.              | finale     | toernooi    | ondergrond | tegenstandster   | score    |         |
| ---------------- | ---------- | ----------- | ---------- | ---------------- | -------- | ------- |
| gewonnen finales |            |             |            |                  |          |         |
| geen             |            |             |            |                  |          |         |
| verloren finales |            |             |            |                  |          |         |
| 1.               | 2003-11-09 | WTA Pattaya | hardcourt  | Henrieta Nagyová | 4-6, 2-6 | details |

### WTA-finaleplaatsen vrouwendubbelspel
| nr.              | finale     | toernooi    | ondergrond | partner          | tegenstandsters                                 | score    |         |
| ---------------- | ---------- | ----------- | ---------- | ---------------- | ----------------------------------------------- | -------- | ------- |
| gewonnen finales |            |             |            |                  |                                                 |          |         |
| geen             |            |             |            |                  |                                                 |          |         |
| verloren finales |            |             |            |                  |                                                 |          |         |
| 1.               | 2004-07-25 | WTA Palermo | gravel     | Henrieta Nagyová | Anabel Medina Garrigues Arantxa Sánchez Vicario | 3-6, 6-7 | details |
| 2.               | 2005-02-20 | WTA Bogota  | gravel     | Barbora Strýcová | Emmanuelle Gagliardi Tina Pisnik                | 4-6, 3-6 | details |

## Resultaten grandslamtoernooien
| Legenda | Legenda                          |
| ------- | -------------------------------- |
| g.t.    | geen toernooi gehouden           |
| l.c.    | lagere categorie                 |
| –       | niet deelgenomen                 |
| G       | uitgeschakeld in de groepsfase   |
| 1R      | uitgeschakeld in de eerste ronde |
| 2R      | uitgeschakeld in de tweede ronde |
| 3R      | uitgeschakeld in de derde ronde  |
| 4R      | uitgeschakeld in de vierde ronde |
| KF      | uitgeschakeld in de kwartfinale  |
| HF      | uitgeschakeld in de halve finale |
| F       | de finale verloren               |
| W       | het toernooi gewonnen            |
| w-v     | winst/verlies-balans             |

### Enkelspel
| toernooi        | 2003 | 2004 | 2005 |
| --------------- | ---- | ---- | ---- |
| Australian Open | 1R   | 1R   | 1R   |
| Roland Garros   | –    | 1R   | –    |
| Wimbledon       | –    | 1R   | –    |
| US Open         | 1R   | 1R   | –    |

### Vrouwendubbelspel
| toernooi        | 2004 | 2005 |
| --------------- | ---- | ---- |
| Australian Open | –    | 2R   |
| Roland Garros   | 1R   | –    |
| Wimbledon       | 1R   | –    |
| US Open         | 1R   | –    |